# 格拉迪斯·麦加里
格拉迪斯·麦加里（英語：Gladys McGarey，1920年11月30日—），是一位整体医生和传教士。她的父母是印度的两名医疗传教士。在她的职业生涯中，麦加里通过医疗实践、演讲和书籍来推广更好的分娩实践、整体医学和针灸。她共同创办了美国整体医学协会（American Holistic Medical Association）（1978年），并担任其主席，还共同创办了超心理学和医学学院（Academy of Parapsychology and Medicine）。她曾担任亚利桑那州顺势疗法医学考查委员会主席。
麦加里在一生中获得了医学和终身成就奖项，包括被美国整体医学协会授予整体医学先驱荣誉，并入选亚利桑那州妇女名人堂。

## 早年生活
格拉迪斯·露易丝·泰勒（Gladys Louise Taylor）（婚前姓泰勒）于1920年11月30日出生于印度法泰赫加尔（Fatehgarh）。是约翰·泰勒医生和伊丽莎白·泰勒医生的第四个孩子，两位医生都是美国长老会教会在印度的传教士，他们前往印度的偏远地区提供医疗护理。她的母亲是世界上第一位女性医师，而父亲则是一位已经受任命的牧师。泰勒一家于1914年离开俄亥俄州辛辛那提前往印度，在德里北部的马索里定居下来。他们各自有自己的治疗帐篷，而她父亲的帐篷设在丛林中，无论种姓如何为所有人免费提供医疗服务。许多患者都是麻风病（也称为麻疯病）患者的子女。在印度分治后这段充满冲突的时期，泰勒夫妇治疗受伤者、通过免疫接种预防疾病传播，并为死者安葬，他们的工作得到了圣雄甘地的认可。直到1967年，约翰和贝丝才结束在印度的传教工作。约翰退休后，他们为麻风病患者的子女创办了一个家庭。约翰生命的最后阶段，他出版了《印度-约翰·泰勒医生的回忆录》。贝丝于1970年去世，约翰于1973年离世。
泰勒有一个姐姐玛格丽特和三个兄弟约翰、卡尔和戈登。她在印度的伍德斯托克学校学习。

## 医学院和实习
1935年，泰勒来到美国，在俄亥俄州新康科德的马斯金格姆大学学习并毕业，随后在费城的妇女医学院获得学位。她还接受了妇产科的额外培训。1946年，泰勒在辛辛那提的救世主医院实习，成为唯一的女性实习医生。

## 婚姻和子女
格拉迪斯·泰勒与威廉·麦加里在四年后的1943年12月23日在辛辛那提的以马内利长老会教堂结婚，成为格拉迪斯·麦加里。两人在1947年6月通过俄亥俄州医疗委员会考试，并计划成为传教士。威廉是奥扎克斯学院的毕业生，此时他是辛辛那提综合医院的外科住院医生。他们有六个孩子，其中卡尔、约翰和鲍勃在格拉迪斯完成实习之前就出生了。之后，他们还有两个女儿海伦娜和阿纳里亚，一个儿子大卫。阿纳里亚写了一本关于她母亲名为《天生愈合》的书。
威廉·麦加里于2008年11月3日去世。他的医疗事业与妻子类似；他从事整体医学和针灸，是整体和其他医疗组织的共同创始人，将凯西的医学理论融入他的实践，也是一位作者。他去世时居住在亚利桑那州斯科茨代尔。

## 医学实践
麦加里专注于整体和综合医学，并获得了认证。她相信通过"人的各个方面-身体、心理、情绪、精神的相互联系"的整体方法来治疗疾病和伤害，而不是通常开处方药来治疗。
麦加里和威廉在她完成实习后在俄亥俄州韦尔斯维尔开办了一家医疗机构。。在那里，他们致力于提供综合医疗服务，将传统医学与综合医学相结合。

## 荣誉和奖项
麦加里在她的职业生涯中获得了多个医学和终身成就奖项的认可。她被美国整体医学协会授予了整体医学先驱的荣誉，并入选了亚利桑那州妇女名人堂。
除了医学领域的荣誉，麦加里还在其他方面受到了表彰。她被国家实验室医学委员会授予了杰出服务于人类的人文学荣誉奖。此外，她还被亚利桑那州大学授予了终身杰出服务奖，以表彰她在整合医学领域的杰出贡献。
麦加里被誉为整体医学之母，她的贡献被广泛认可和赞美。她在医学界树立了榜样，鼓励着更多的医生采用综合医学的方法来治疗和护理患者。她的努力和奉献精神为整体医学的发展和推广做出了突出的贡献。
麦加里是一位崇尚综合医学、妇女权益和人道主义行动的卓越医生和使命传教士。她不仅在临床实践中起到了引领作用，也在教育和宣传方面做出了巨大贡献。她的影响力和成就将继续激励和指导下一代医学专业人士，并为整体医学的进一步发展做出贡献。